# 下汉巴赫
下汉巴赫是德国莱茵兰-普法尔茨州的一个市镇。总面积9.77平方公里，总人口319人，其中男性164人，女性155人（2011年12月31日），人口密度33人/平方公里。